# Lithophylloideae
Lithophylloideae Setchell, 1943  é o nome botânico  de uma subfamília de algas vermelhas marinhas pluricelulares da família Corallinaceae.

## Gêneros
- Crodelia, Ezo, Lithophyllum, Lithothamnium, Paulsilvella, Perispermon, Tenarea, Titanoderma.